# Cyanogeen glycoside

Splitsing van cyanogene glycosiden.

Cyanogene glycosiden vormen een wijdverbreide groep van giftige stoffen in planten met als gemeenschappelijk kenmerk de aanwezigheid van een suikerresidu, daarom een glycoside, én de mogelijkheid blauwzuurgas vrij te maken.

## Werking
Cyanogene glycosiden hebben zelf geen toxisch effect. Pas na splitsing van het molecule komt het tot het vrijmaken van blauwzuurgas (HCN), wat de eigenlijke giftige stof is. De afbraak van het cyanogene glycoside wordt door enzymen gestuurd. Door een al dan niet specifiek β-glucosidase wordt het suikerdeel (vaak glucose) afgesplitst. Hierbij ontstaat een vrij cyanohydrine. Spontaan of onder invloed van een enzym (bijvoorbeeld hydroxynitrillyase) valt het cyanhydrine uiteen in een keton of aldehyde en HCN.
De belangrijkste stap in dit proces is de eerste afsplitsing van het suikerdeel. Zo is voor de splitsing van linamarine het enzym linamarase nodig. In de onbeschadigde plant bevinden het enzym en het linamarine zich in gescheiden organellen en door deze compartimentering blijft het glycoside intact. Dit heeft het voordeel dat het eigenlijke toxide pas bij beschadiging (insectenvraat) van de plantencel vrijgemaakt wordt.

## Uitwerking op een organisme
Het uit het cyanogene glycoside vrijgemaakte blauwzuur is voor alle dieren zeer giftig. Het blauwzuur blokkeert de zuurstofopname. Planten hebben hier geen last van omdat de fotosynthese niet beïnvloed wordt. De zuurstofopname van dieren wordt echter binnen zeer korte tijd lamgelegd.
Blauwzuur bindt zich aan het centrale ijzer-atoom van het enzym cytochroom-c-oxidase. Dit enzym is een essentiële onderdeel in een redoxreactie in de ademhalingsketen. Het enzym wordt irreversibel geïnactiveerd. Als een bepaald deel van het cytochroom-c-oxidase door HCN gebonden is, valt de ademhalingsketen stil en het organisme krijgt geen nieuwe energie. De werking is vergelijkbaar met die van koolstofmonoxide.

## Polymorphisme bijwitte klaverenrolklaver
Bij meerdere populaties klaver in Europa is polymorfisme voor de aanwezigheid van cyanogene glycosiden vastgesteld. Door kruisingsexperimenten is vastgesteld dat twee genen, onafhankelijk van elkaar, verantwoordelijk zijn voor de werking van deze glycosiden.
Een van de genen stuurt de synthese van de cyanogene glycosiden. Alleen als dit gen dominant is kan de plant deze soort stoffen aanmaken.
Het tweede gen is verantwoordelijk voor het enzym dat de splitsing van het glycoside regelt en daarmee de plant gevaarlijk maakt. Er zijn dus vier verschillende variaties klaver met betrekking tot hun toxiciteit door cyanogene glycosiden. Alleen als beide genen in hun dominante vorm voorkomen is de plant ook echt giftig. In andere gevallen kunnen ze wel het glycoside maken, maar is het enzym voor de splitsing niet aanwezig, of juist het splitsingsenzym wel, maar het glycoside niet. De vierde mogelijkheid is dat zowel het glycoside als het enzym ontbreken.
Of een plant over beide genen beschikt is in een laboratoriumexperiment simpel aan te tonen. Verse klaverblaadjes worden in een reageerbuis in chloroform gekneusd. Na boven in de reageerbuis een in picrinezuur gedoopt stukje filtreerpapier gehangen te hebben wordt de buis afgesloten. Een verkleuring van het filtreerpapier binnen het uur duidt op de aanwezigheid van blauwzuurgas en dus op de aanwezigheid van beide genen in hun dominante vorm.

## Cyanide in het laboratorium
Hoewel vanwege de giftigheid van cyanide het werken ermee in laboratoria zoveel mogelijk vermeden wordt, is er soms niet aan te ontkomen. Hierdoor ontstaat ook chemisch afval dat (mogelijk) cyanide bevat. Om ongelukken bij het vervoer of de verwerking van het afval te voorkomen, worden oplossingen die cyanide kunnen bevatten in een basische permanganaat-oplossing gegoten. De pH van de oplossing zorgt ervaar dat het cyanide niet wordt omgezet in het vluchtige waterstofcyanide. Het permanganaat oxideert het cyanide waarbij het zelf wordt omgezet in manganaat. Dit laatste blijkt uit de snelle groene verkleuring van de oplossing. Als het manganaat vervolgens disproportioneert naar permanganaat en bruinsteen verdwijnt ook de groene kleuring weer.